# Міра (зоря)
Мі́ра (лат. mira — дивовижна) — змінна зоря в сузір'ї Кита (ο Ceti — омікрон Кита), що складається з червоного гіганта Міра А та білого карлика Міра B . Відстань до Міри — 417± 67 св. років. Компоненти перебувають на відстані 70 а. о., орбітальний період — близько 400 років.

## Історія
В античних та середньовічних джерелах немає однозначних згадок цієї зірки.
Міра А — пульсуюча змінна зірка, вона має період 332 дні.
У максимумі блиску вона досить помітна (видима зоряна величина в деяких циклах сягає 2m, хоча у середньому становить 3,5m). У мінімумі її світність падає в сотні разів (6m…10m, у середньому — 8m) і вона стає невидимою неозброєним оком.
Зміни яскравості Міри відкрив Давид Фабріціус 1596 року, коли спостерігав падіня блиску від максимуму до невидимості неозброєним оком. 1609 року Байєр вніс цю зірку до свого атласу зоряного неба і позначив як ο-Ceti. Ян Гевелій систематично спостерігав зірку з 1659 до 1682 року і дав їй сучасну назву[джерело?].
Досить незвичайна поведінка Міри згодом дала назву цілому класу зір із подібними коливаннями блиску — міриди.
В інфрачервоному діапазоні коливання блиску набагато менші і становлять лише близько двох зоряних величин.

## Фізичні характеристики
Міра B оточена гарячим акреційним диском речовини, що витікає з гіганту. Вона також є змінною завдяки нерівномірному її надходженню — видима зоряна величина коливається від 9,5m до 12m.

### Газопиловий хвіст

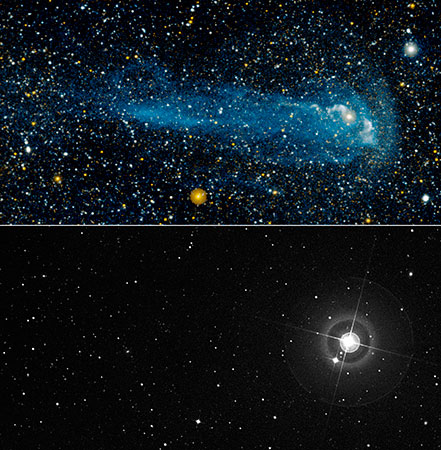
Міра в ультрафіолетовому і видимому світлі

2007 року астрономи виявили у зорі велетенський хвіст із пилу й газу — на кшталт тих, що тягнуться за кометами, які наближаються до Сонця. Відкриття було здійснене за допомогою ультрафіолетового орбітального телескопу GALEX, виведеного на орбіту NASA 2003 року. Астрономи були неабияк здивовані: адже Міру вивчають вже протягом 400 років і ніхто не помічав таких особливостей. Втім, пояснюється це досить просто: ніхто не спостерігав її в ультрафіолетовому світлі. Виявлений хвіст має розмір майже 13 світлових років (для порівняння — відстань до найближчої до нас зорі — Проксіми Центавра — становить лише 4 світлових роки).
Згідно з розрахунками, кожні 10 років зоря втрачає масу, що еквівалентна масі Землі. Речовина, що перебуває в кінці хвоста, була викинута приблизно 30 тис. років тому.

## Власний рух
Більшість зір Чумацького Шляху обертається навколо центру нашої Галактики приблизно з тією ж швидкістю і в тому ж напрямку, як рухається й міжзоряний газ, однак Міра випадає із загального ряду. Ця зоря рухається крізь галактичну хмару газу із відносною швидкістю 130 км/с. У результаті викиди речовини просто здуває назад, утворюючи унікальну хвостову формацію. На фотографіях телескопа GALEX добре видно велетенське здуття, розташоване перед зорею — це ділянка ударної хвилі. У земних умовах подібні ударні хвилі утворюються перед літаками, що летять із надзвуковою швидкістю, або перед носом швидкісного човна. Там відбувається зіткнення речовини, що викидається зорею, з частками міжзоряного газу. Внаслідок цього речовина розігрівається і її відкидає у напрямку хвоста. Основну частину цієї речовини складають атоми водню. Вони поступово втрачають енергію у вигляді ультрафіолетового випромінювання — його й зафіксував телескоп GALEX.